# Lautaro Martínez
Lautaro Martínez (Bahía Blanca, 1997. augusztus 22. –) világbajnok argentin labdarúgó, az olasz Internazionale játékosa.

## Pályafutása

### Racing Club
Lautaro Martínez 2014-ben került a Racing Clubhoz, miután a klub ideiglenes edzője, Fabio Radaelli Avellanedába csábította. A klubnál nehezen tudott beilleszkedni, és vissza szeretett volna menni nevelőegyütteséhez. Végül csapattársa, Braia Mansilla győzte meg, hogy maradjon. 64 mérkőzésen 59 gólt szerzett a tartalékcsapatban. A 2015-ös szezont már a felnőttcsapatnál kezdte. Ebben az évben megkereste a spanyol Real Madrid. A két klub már egyezségre jutott, ám Lautaro maradt Argentínában. Később kiderült, hogy édesapja döntött így. 
2015. november 1-jén debütált a Crucero del Norte csapata ellen, ahol a félidőben állt be Diego Milito helyére. Először 2017 decemberében az Atlético Madrid érdeklődött iránta, később több európai nagy csapat jelentkezett be érte.

### Internazionale
Sokáig ügy tűnt, Lautaro a Real Madridhoz igazol, ám végül az olasz Internazionale szerződtette a 2018-2019-es szezont megelőzően. Első gólját az Atlético Madrid csapata elleni barátságos mérkőzésen szerezte a mérkőzés 31. percében, amellyel csapata meg is nyerte a mérkőzést. 
Lautaro bemutatkozására nem kellett sokat várni, ugyanis már az olasz bajnokság első fordulójában a kezdőcsapatban kapott helyet a Sassuolo ellen, és 68 percet játszott. Ezt követően sérülés miatt a Cagliari ellen játszott újra, ahol 12 perc után gólt szerzett. Lautaro a Napoli elleni rangadón, beállása után nem sokkal győztes gólt rúgott a 91. percben, így 1-0-ra nyert csapata. 

## Statisztika

### Klubcsapatokban
Legutóbb frissítve:2022. november 13-án.
| Klub           | Szezon         | League           | League | League | Nemzeti kupa | Nemzeti kupa | Nemzetközi kupa | Nemzetközi kupa | Egyéb | Egyéb | Összesen | Összesen |
| Klub           | Szezon         | Bajnokság        | Mérk.  | Gólok  | Mérk.        | Gólok        | Mérk.           | Gólok           | Mérk. | Gólok | Mérk.    | Gólok    |
| -------------- | -------------- | ---------------- | ------ | ------ | ------------ | ------------ | --------------- | --------------- | ----- | ----- | -------- | -------- |
| Racing Club    | 2015           | Primera División | 1      | 0      | 0            | 0            | 0               | 0               | —     | —     | 1        | 0        |
| Racing Club    | 2016           | Primera División | 3      | 0      | 1            | 0            | 0               | 0               | —     | —     | 4        | 0        |
| Racing Club    | 2016–17        | Primera División | 23     | 9      | 0            | 0            | 5               | 0               | —     | —     | 28       | 9        |
| Racing Club    | 2017–18        | Primera División | 21     | 13     | 0            | 0            | 6               | 5               | —     | —     | 27       | 18       |
| Racing Club    | Összesen       | Összesen         | 48     | 22     | 1            | 0            | 11              | 5               | —     | —     | 60       | 27       |
| Inter Milan    | 2018–19        | Serie A          | 27     | 6      | 2            | 2            | 6               | 1               | —     | —     | 35       | 9        |
| Inter Milan    | 2019–20        | Serie A          | 35     | 14     | 3            | 0            | 11              | 7               | —     | —     | 49       | 21       |
| Inter Milan    | 2020–21        | Serie A          | 38     | 17     | 4            | 1            | 6               | 1               | —     | —     | 47       | 19       |
| Inter Milan    | 2021–22        | Serie A          | 35     | 21     | 5            | 2            | 8               | 1               | 1     | 1     | 49       | 25       |
| Inter Milan    | 2022–23        | Serie A          | 15     | 7      | 0            | 0            | 6               | 1               | —     | —     | 21       | 8        |
| Inter Milan    | Összesen       | Összesen         | 150    | 65     | 14           | 5            | 37              | 11              | 1     | 1     | 202      | 82       |
| Teljes karrier | Teljes karrier | Teljes karrier   | 198    | 87     | 15           | 5            | 48              | 16              | 1     | 1     | 262      | 109      |

1. ↑  Magába foglalja az Argentin kupán és a Olasz kupában való pályáralépéseit is.
2. ↑  Magába foglalja az Copa Libertadoresen, a Copa Sudamericanám, a Bajnokok Ligájában és a Európa-ligajában

1. ↑  Mérkőzése a Olasz labdarúgó-szuperkupában

### A válogatottban
2022. december 18-án frissítve.
| Nemzeti csapat | Év       | Pályára lépés | Gól |
| -------------- | -------- | ------------- | --- |
| Argentína      | 2018     | 4             | 1   |
| Argentína      | 2019     | 13            | 8   |
| Argentína      | 2020     | 4             | 2   |
| Argentína      | 2021     | 14            | 6   |
| Argentína      | 2022     | 11            | 4   |
| Összesen       | Összesen | 46            | 21  |

### Góljai a válogatottban
| #  | Dátum                | Helyszín                                               | Ellenfél  | Gól | Végeredmény | Verseny                          |
| -- | -------------------- | ------------------------------------------------------ | --------- | --- | ----------- | -------------------------------- |
| 1  | 2018. október 11.    | Prince Faisal bin Fahd Stadium, Rijád, Szaúd-Arábia    | Irak      | 1–0 | 4–0         | Barátságos mérkőzés              |
| 2  | 22 March 2019        | Wanda Metropolitano, Madrid, Spanyolország             | Venezuela | 1–2 | 1–3         | Barátságos mérkőzés              |
| 3  | 2019. június 7.      | Estadio San Juan del Bicentenario, San Juan, Argentína | Nicaragua | 3–1 | 5–1         | Barátságos mérkőzés              |
| 4  | 2019. június 7.      | Estadio San Juan del Bicentenario, San Juan, Argentína | Nicaragua | 4–1 | 5–1         | Barátságos mérkőzés              |
| 5  | 2019. június 23.     | Arena do Grêmio, Porto Alegre, Brazília                | Katar     | 1–0 | 2–0         | 2019-es Copa América             |
| 6  | 28 June 2019         | Maracanã Stadion, Rio de Janeiro, Brazília             | Venezuela | 1–0 | 2–0         | 2019-es Copa América             |
| 7  | 2019. szeptember 10. | Alamodome, San Antonio, Egyesült Államok               | Mexikó    | 1–0 | 4–0         | Barátságos mérkőzés              |
| 8  | 2019. szeptember 10. | Alamodome, San Antonio, Egyesült Államok               | Mexikó    | 2–0 | 4–0         | Barátságos mérkőzés              |
| 9  | 2019. szeptember 10. | Alamodome, San Antonio, Egyesült Államok               | Mexikó    | 4–0 | 4–0         | Barátságos mérkőzés              |
| 10 | 2020. október 13.    | Hernando Siles, La Paz, Bolívia                        | Bolívia   | 1–1 | 2–1         | 2022-es világbajnokság-selejtező |
| 11 | 2020. november 18.   | Estadio Nacional del Perú, Lima, Peru                  | Peru      | 2–0 | 2–0         | 2022-es világbajnokság-selejtező |

## Sikerei, díjai

### Klubcsapatokkal
Internazionale
- Olasz bajnok: 2020–21
- Olasz szuperkupa-győztes: 2021
- Olasz labdarúgókupa-győztes: 2021–22
- UEFA Európa-liga ezüstérmese: 2019–20

### A válogatottal
Argentína
- Copa América: 2021
- Artemio Franchi-trófea: 2022
- Labdarúgó-világbajnokság: 2022